# Žiar (710 m)
Žiar (710 m) – szczyt w Górach Kisuckich (słow. Kysucká vrchovina) w północnej Słowacji.

## Położenie
Wznosi się w zachodniej części Gór Kisuckich, po prawej (północno-zachodniej) stronie doliny rzeki Varínki, pomiędzy miejscowościami Horný Vadičov (na północy) i Krasňany (na południu). Północne i wschodnie stoki opadają do doliny potoku o nazwie Koňhorský potok, południowe – ku dolince prawobrzeżnego dopływu tego potoku. W kierunku północno-zachodnim poprzez płytkie Sedlo Žiarce (ok. 655 m) łączy się z masywem Požeha (799 m).

## Charakterystyka
Masyw Žiaru zaliczany jest do Pienińskiego Pasa Skałkowego (słow. Bradlové pásmo). Budują go skały pochodzące z mezozoiku i paleogenu: po części margle i margliste łupki, a po części piaskowce, zlepieńce i iłowce (flisz).
Kopuła szczytowa Žiaru ma formę trójbocznej piramidy o lekko wklęsłej ścianie skierowanej ku zachodowi. Stoki słabo rozczłonkowane. Szczyt jest porośnięty lasem, ale na północno-zachodnich stokach znajdują się spore trawiaste obszary. To dawne hale pasterskie z szałasami.
Przez Žiar nie prowadzi żaden znakowany szlak turystyczny.